# Ibitoupa
Ibitoupa /možda u značenju "at the source of" a stream or river), pleme Indijanaca porodice Muskhogean koje u ranom 18. stoljeću obitavalo na rijeci Yazoo na području današnjeg okruga Holmes u Mississippiju. Godine 1722.
Poimence im je poznato tek jedno (istoimeno) selo sa šest koliba. Iste godine popisano je i 40 Choula Indijanaca za koje se smatra da su bili njihov ogranak. Najbliži srodnici su im bili Chakchiuma. Od 1798 udruženi su s Chakchiumama i Taposama u jednom zajedničkom selu. Nakon Natchezkog rata vjerojatno su se udružili s Chickasawima među kojima su nestali.
Swanton drži da su možda bili srodni stanovnicima sela Ibetap okla.